# أخدراوية
الأخدراوية (الاسم العلمي: Onagreae) هي قبيلة من النباتات تتبع فصيلة الأخدرية من رتبة الآسيات.

## أجناس الأخدراوية
- الأخدرية
- الكلاركية